# Sperrstelle Wimmis–Stockhorn

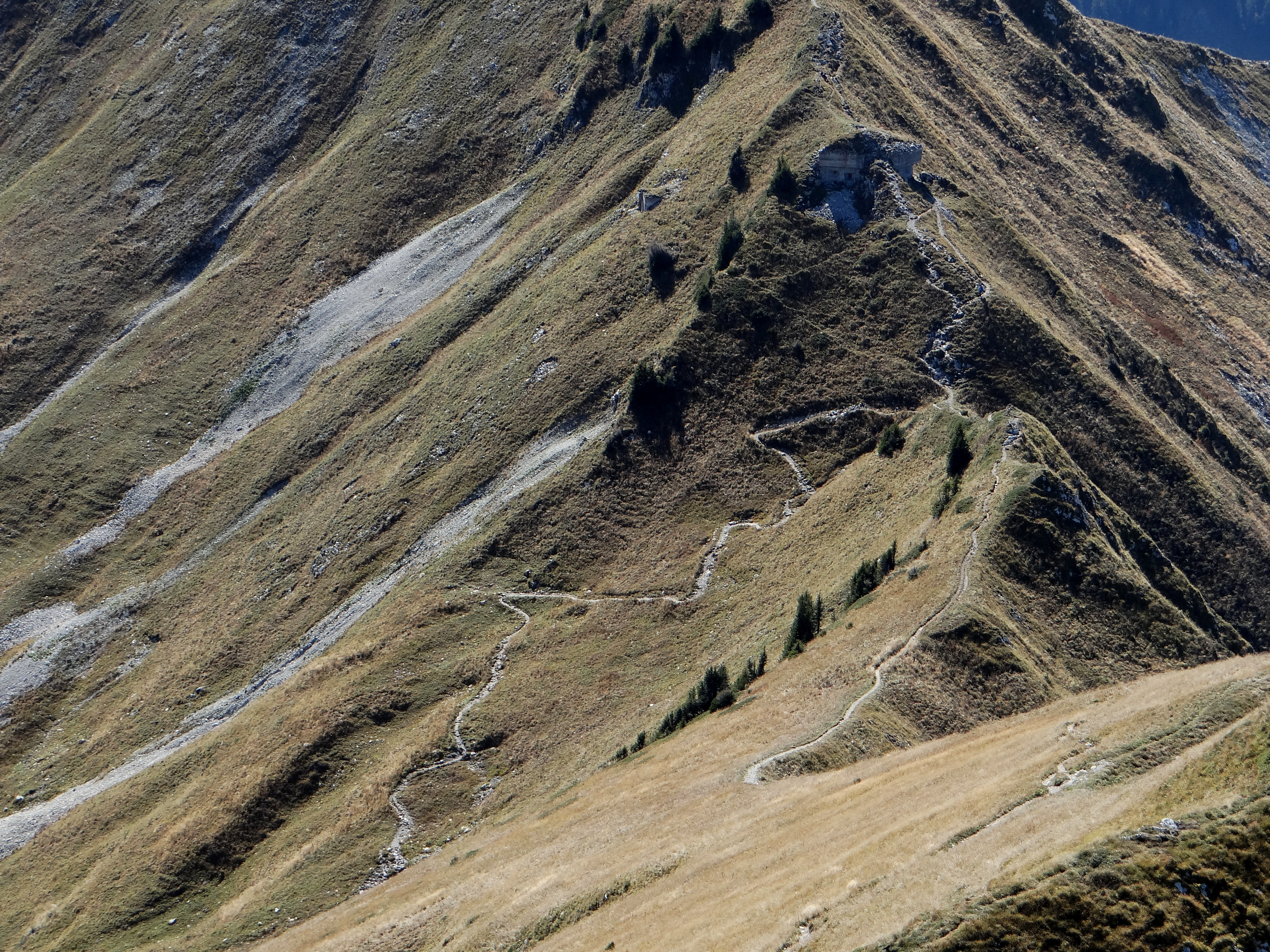
Infanteriewerk Morgetenpass A 2080

Die Sperrstelle Wimmis–Stockhorn oder Wimmis–Simmental–Gantrisch (Armeebezeichnung Nr. 2125) der Schweizer Armee befand sich im Gantrischgebiet und der Stockhornkette im Simmental, Kanton Bern.
Sie gilt als militärhistorisches Denkmal von nationaler Bedeutung.

## Geschichte
Gemäss Operationsbefehl Nr. 13 verlief die Réduitgrenze («Wehrhaftes Réduit») des 1. Armeekorps vom Juni 1941 bis Herbst 1944 gegen Norden und Westen vom Rochers de Naye, Euschelspass, Kaiseregg, Ochsen, Stockhorn bis Hohgant und im Süden vom Rochers de Naye bis Wildhorn.
Die 1. Division sperrte die Eingänge vom Wildhorn bis Rochers de Naye und Euschelspass. Jedes Regiment wurden mit einer Feldartillerieabteilung verstärkt (12 7.5-cm-Kanonen).  Das Geb Inf Rgt 7 (FR) bildete die Kampfgruppe Jaun, das Inf Rgt 3 (GE) war im Pays-d’Enhaut (Artilleriewerk La Tine). Die 3. Division hatte die Réduiteingânge entlang dem nördlichen und südlichen Thunerseeufer zu sperren.
Im Mai 1941 wurde die 2. Division von ihren Befestigungsarbeiten zwischen Zihl (frz. Thielle) und Saane (frz. Sarine) abgezogen und in die Reduitstellung zwischen Stockhorn und Gastlosen verschoben.
Die 2. Division hatte im Norden zwischen Kaiseregg und Stockhorn und im Süden zwischen Wildhorn und Wildstrubel zu sperren. Das Inf Rgt 1 und das Geb Füs Bat 17 (Rawilpass) erhielten den Einsatzraum Oberes Simmental bis Alpenkamm. Das Inf Rgt 8 (NE) zwischen Kaiseregg und Ochsen, das Inf Rgt 13 (BE) zwischen Ochsen und  Stockhorn. Jedes Regiment wurden mit einer Feldartillerieabteilung verstärkt (12 7.5-cm-Kanonen).  Nach dem Besetzen der Abschnitte wurde mit dem Bau der Festungen unter der Führung der Genie Chefs begonnen. Die Truppe war für den Aushub zuständig, zivile Baufirmen oder Sappeure führten Sprengungen und Kunstbauten aus.
1947 übernahm die neu geschaffene Reduitbrigade 21 (R Br 21 «Berner Oberland») dieses Gebiet.

## Sperrstellen Stockhorn-Gantrischkette
Während die Abschnitte der 1. und 3. Division wenig Werke aufwiesen, hatte die 2. Division die Übergänge der Stockhorn-Gantrischkette befestigt, um das Passieren von feindlichen Truppen über die Réduitgrenze ins Simmental zu verhindern. Am Stockhorn waren im Bereich Oberstockensee Werke für 7.5-cm-Kanonen geplant, die offenbar nicht gebaut wurden (Kreditnummern 9167 bis 9169).

### Sperre Nünenen-Leiterenpass

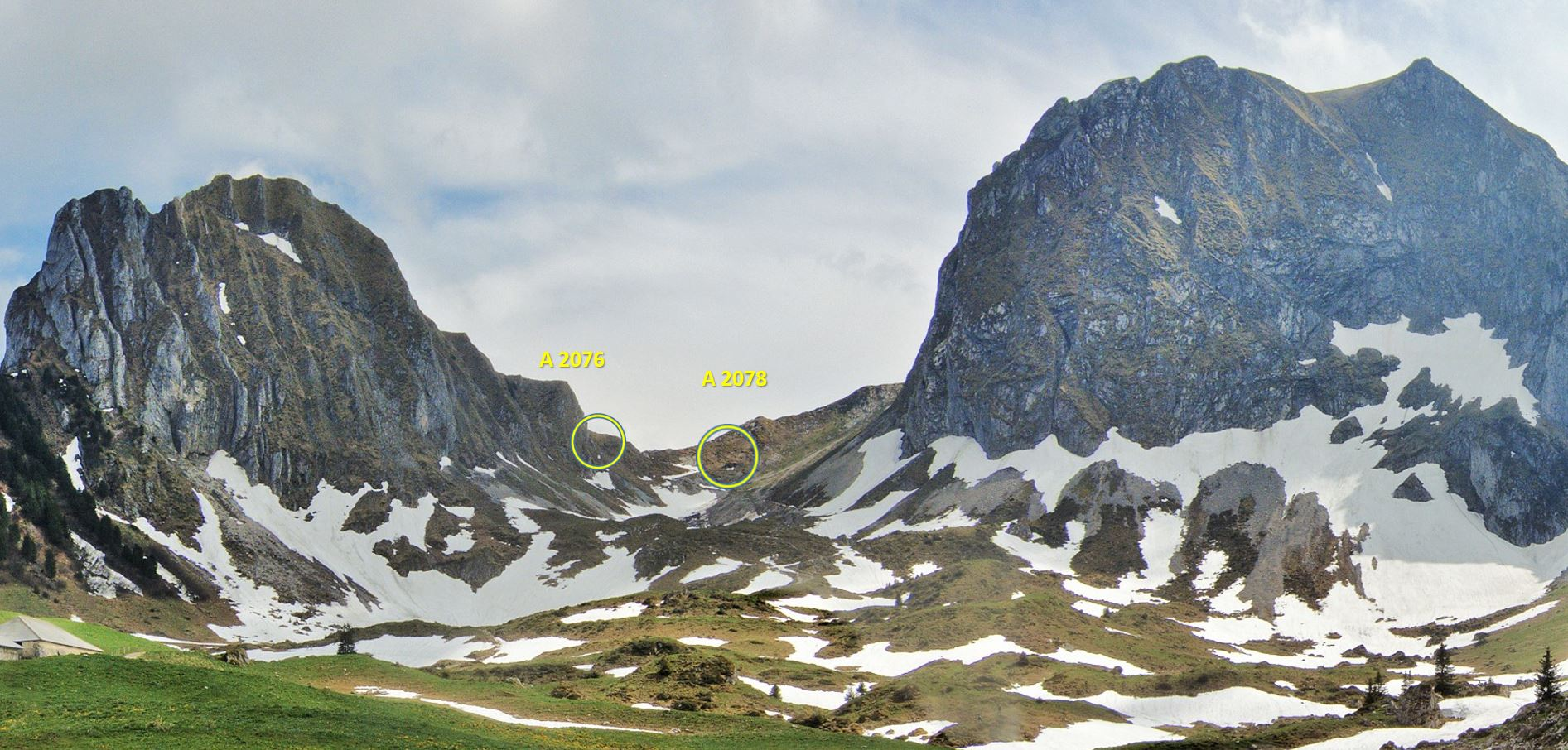
Bunker A 2076 und A 2078 flankieren den Leiterepass

Die Sperre an der vordersten Réduitgrenze auf 1900 m ü. M. deckte den Übergang vom Raum Gurnigel ins Simmental (Weissenburgberg).
- Infanteriewerk Nünenenfluh-Leiterenpass A 2076 (3242): Mg 11, Lmg 25 ⊙
- Infanteriewerk Nünenenfluh A 2077 (3240/BE636): Mg ⊙
- Infanteriewerk Nünenenfluh-Leiterenpass A 2078 (3241): Lmg, Infanteriekanone (Ik) ⊙
- Beobachtungsposten Gantrisch (9153)	⊙

### Sperre Morgetenpass
Die Sperre bestand aus zwei Felswerken und dem Infanteriewerk Kummli.
- Infanteriewerk Morgetengrat A 2079 (3248): Ik, 2 Mg ⊙
- Infanteriewerk Morgetenpass A 2080 (3249): Mg, Lmg ⊙
- Infanteriewerk Kummli BE 660 (3250), Chummlispitz: Mg ⊙

### Sperre Widdersgrind

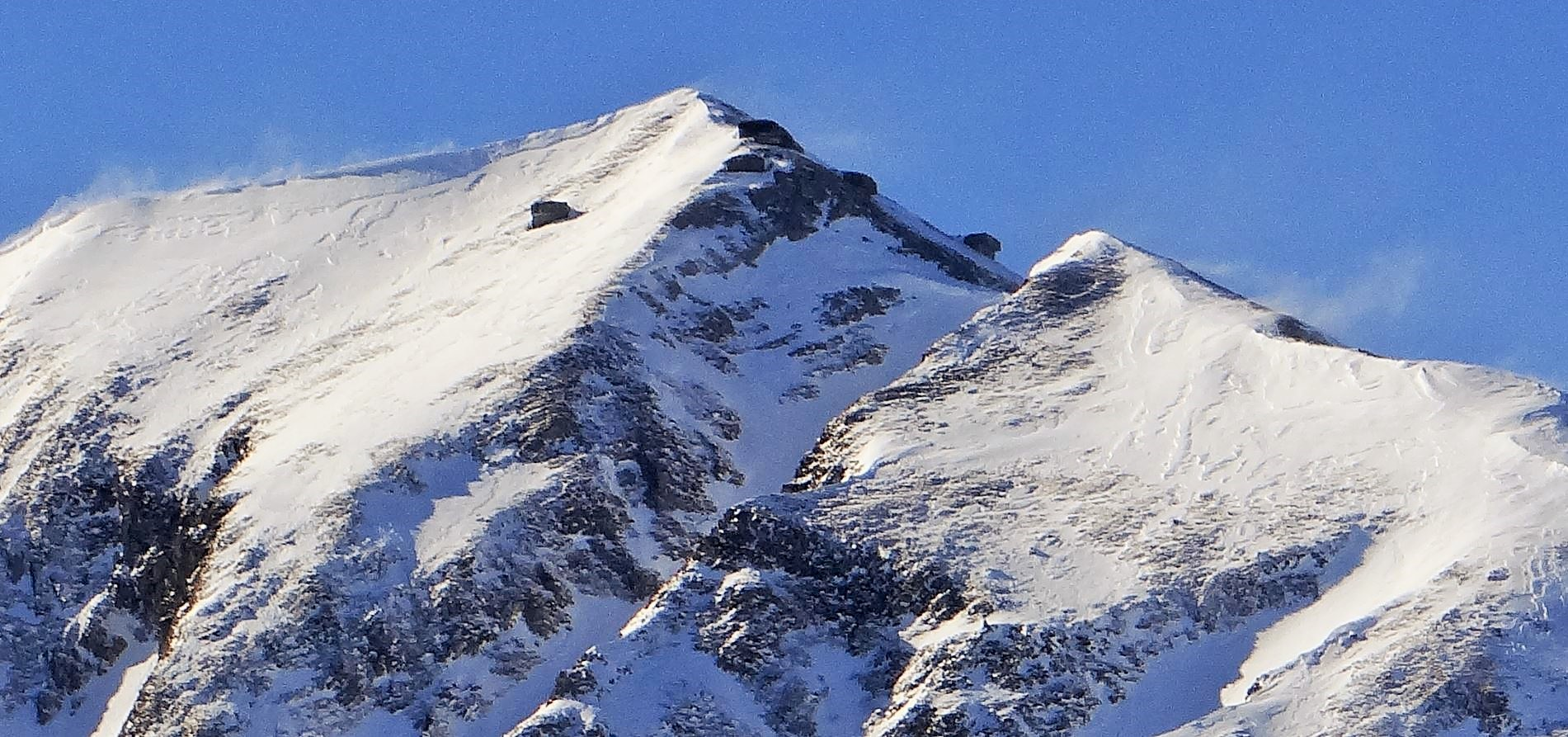
Artillerie- und Beobachterwerk Bürglen A 2082

Das Werk Widdersgrind konnte im Herbst 1946 einem Probebeschuss nicht standhalten, weil es und weitere sieben Bunker («weiche Bunker») schlecht betoniert und Zement gespart wurde. Unter anderem wurden zwei zivile Bauunternehmer mit Gefängnis bestraft.
- Kaverne Widdersgrind Ost  A 2081 (9107)		⊙
- Artillerie- und Beobachterwerk Bürglen A 2082: zwei bis vier 7,5-cm-Feldkanonen 03/40 L 30, vier Beobachter ⊙[9]
- Artilleriewerk Widdersgrind West A 2083 (9110): 7,5-cm-Feldkanone, Ik, Mg ⊙
- Artillerie-/Infanteriewerk Mähre Nordost A 2085 (9114): zwei 7,5-cm-Feldkanonen, Ik, Mg  ⊙

## Sperrstelle Chänelpass
Die Sperrstelle mit den zwei Felsenwerken befindet sich auf der Alp Chänel FR nördlich des Chänelpasses, ein Übergang von Sangernboden/Hundsbühl nach Waldried/Oberwil im Simmental. Das Hauptwerk Weissefluh A 1734 hatte einen Unterkunftsbereich und war mit zwei 7,5-cm-Feldkanone 03/40 L 30n, einer 4.7-cm-Infanteriekanone, einem Mg 11 und einem Lmg 25 bewaffnet. Das Gegenwerk Mutti A 1733 war mit zwei 4.7-cm-Infanteriekanonen sowie je einem Mg 11 und Lmg 25 ausgerüstet. Die Waffen wurden von den Abschnittstruppen mitgebracht.
- Artillerie-/Infanteriewerk Mutti A 1733 ⊙
- Infanteriewerk Weissefluh A 1734 ⊙

## Sperrstelle Schafberg-Kaiseregg
- Infanteriebunker Kaiseregg: 1 Mg ⊙
- Unterstandskaverne Schafberg ⊙[11]

## Sperrstelle Abländschen
Die Sperre hatte mit drei Bunker eine Umgehung der Jaunpassstrasse oberhalb von Jaun zu verhindern.
- Infanteriebunker Plagersfluh A 1721: Mg, 2 Lmg ⊙
- Infanteriebunker Schwand A 1722: Ik, Mg, Lmg ⊙
- Infanteriebunker Auf der Matte A 1723: Mg, 2 Lmg ⊙
- Telefonzentrale Abländschen (3421/4)	⊙

## Sperrstellen im Raum Simmental
Im Simmental befanden sich folgende Sperrstellen: Bädermoos, Boltigen, Bürglen, Chänelpass, Gurnigel, Krummelwege, Kummli, Laubegg, Mähre, Morgeten, Nünenen-Leiteren, Schafberg-Kaiseregg, Scheibe, Selital, Stierenhütte, Stockhorn, Weissenburgberg, Widdersgrind, Wolfs Ort und Zweisimmen.
- Infanteriewerk Krummelwege (3226): 2 Mg, 4 Beobachter⊙
- Infanteriebunker Weissenburgberg A 2074 (9148) ⊙
- Infanteriebunker Weissenburgberg A 2075 (9149) 		⊙
- Infanteriebunker Boltigen «Simone» (3046/BE548) ⊙
- GPH Boltigen/Dürrsmüligraben (3030b/BE5285) ⊙
- Infanteriebunker Bädermoos links ⊙
- Infanteriebunker Bädermoos rechts ⊙
- Kaverne Wolfsort (9147) ⊙
- Infanteriebunker Gurnigel (3417c/BE5246): Infanteriekanone Ik ⊙
- Infanteriebunker Schwarzenbühl   (3418b/BE5245: Ik)⊙